# Bairabi
Bairabi là một thị trấn thống kê (census town) của quận Kolasib thuộc bang Mizoram, Ấn Độ.

## Nhân khẩu
Theo điều tra dân số năm 2001 của Ấn Độ, Bairabi có dân số 3304 người. Phái nam chiếm 53% tổng số dân và phái nữ chiếm 47%. Bairabi có tỷ lệ 69% biết đọc biết viết, cao hơn tỷ lệ trung bình toàn quốc là 59,5%: tỷ lệ cho phái nam là 71%, và tỷ lệ cho phái nữ là 67%. Tại Bairabi, 19% dân số nhỏ hơn 6 tuổi.